# Zbyněk Michálek
Pour les personnes ayant le même patronyme, voir Michálek.
Zbyněk Michálek (né le 23 décembre 1982 à Jindřichův Hradec en Tchécoslovaquie aujourd'hui ville de République tchèque) est un joueur professionnel tchèque de hockey sur glace. Son frère Milan est également joueur professionnel de hockey.

## Biographie

### Carrière en club
Il commence sa carrière dans son pays natal en 1999 en jouant pour l'équipe junior du HC Karlovy Vary puis décide de rejoindre l'Amérique du Nord. Il signe avec l'équipe de la Ligue de hockey junior majeur du Québec la saison suivante et rejoint alors les Cataractes de Shawinigan avec qui il évolue deux saisons. Il attire alors sur lui l'attention des Aeros de Houston de la Ligue américaine de hockey équipe affiliée à la franchise de la Ligue nationale de hockey du Wild du Minnesota.
Il joue sa première saison dans la LAH en 2002-2003 et remporte la Coupe Calder. Lors de la saison suivante, il fait ses débuts dans la LNH avec le Wild et le 26 août 2005, il rejoint les Coyotes de Phoenix en retour de Erik Westrum et Dustin Wood.
Le 1er juillet 2010, il signe en tant qu'agent libre avec les Penguins de Pittsburgh. Au bout de deux saisons avec les Penguins, il retourne aux Coyotes en juin 2012 en étant échangé contre Marc Cheverie, Harrison Ruopp et un choix de troisième tour au repêchage de 2012 qui s'avère être Oskar Sundqvist.
Le 2 mars 2015, il est échangé aux Blues de Saint-Louis en retour de choix au repêchage. Le 1er juillet 2015, il fait un deuxième retour avec les Coyotes de l'Arizona en signant un contrat de deux saisons pour un salaire annuel de 3,2 millions de dollars.

### Carrière internationale
Il représente la République tchèque lors des compétitions internationales. Il a pris part au championnat du monde à cinq reprises (2006, 2007, 2008, 2011 et 2013) où il remporte respectivement la médaille d'argent et celle de bronze lors des éditions 2006 et 2011. Il a également pris part aux Jeux olympiques en 2010 à Vancouver et en 2014 à Sotchi.

## Statistiques

### En club
| Saison     | Équipe                   | Ligue           |     | Saison régulière | Saison régulière | Saison régulière | Saison régulière | Saison régulière |   | Séries éliminatoires | Séries éliminatoires | Séries éliminatoires | Séries éliminatoires | Séries éliminatoires |
| Saison     | Équipe                   | Ligue           | PJ  | B                | A                | Pts              | Pun              | PJ               | B | A                    | Pts                  | Pun                  |                      |                      |
| 1999-2000  | HC Karlovy Vary          | Extraliga Jr.20 | 2   | 2                | 1                | 3                | 22               | -                | - | -                    | -                    | -                    |                      |                      |
| 2000-2001  | Cataractes de Shawinigan | LHJMQ           | 69  | 10               | 29               | 39               | 52               | 3                | 0 | 0                    | 0                    | 0                    |                      |                      |
| 2001-2002  | Cataractes de Shawinigan | LHJMQ           | 68  | 16               | 35               | 51               | 54               | 10               | 8 | 7                    | 15                   | 10                   |                      |                      |
| 2002-2003  | Aeros de Houston         | LAH             | 62  | 4                | 10               | 14               | 26               | 23               | 1 | 1                    | 2                    | 6                    |                      |                      |
| 2003-2004  | Aeros de Houston         | LAH             | 55  | 5                | 16               | 21               | 32               | 2                | 1 | 0                    | 1                    | 0                    |                      |                      |
| 2003-2004  | Wild du Minnesota        | LNH             | 22  | 1                | 1                | 2                | 4                | -                | - | -                    | -                    | -                    |                      |                      |
| 2004-2005  | Aeros de Houston         | LAH             | 76  | 7                | 17               | 24               | 48               | 5                | 1 | 2                    | 3                    | 4                    |                      |                      |
| 2005-2006  | Coyotes de Phoenix       | LNH             | 82  | 9                | 15               | 24               | 62               | -                | - | -                    | -                    | -                    |                      |                      |
| 2006-2007  | Coyotes de Phoenix       | LNH             | 82  | 4                | 24               | 28               | 34               | -                | - | -                    | -                    | -                    |                      |                      |
| 2007-2008  | Coyotes de Phoenix       | LNH             | 75  | 4                | 13               | 17               | 34               | -                | - | -                    | -                    | -                    |                      |                      |
| 2008-2009  | Coyotes de Phoenix       | LNH             | 82  | 6                | 21               | 27               | 28               | -                | - | -                    | -                    | -                    |                      |                      |
| 2009-2010  | Coyotes de Phoenix       | LNH             | 72  | 3                | 14               | 17               | 30               | 7                | 0 | 2                    | 2                    | 2                    |                      |                      |
| 2010-2011  | Penguins de Pittsburgh   | LNH             | 72  | 5                | 14               | 19               | 30               | 7                | 0 | 1                    | 1                    | 0                    |                      |                      |
| 2011-2012  | Penguins de Pittsburgh   | LNH             | 62  | 2                | 11               | 13               | 24               | 6                | 0 | 1                    | 1                    | 0                    |                      |                      |
| 2012-2013  | Coyotes de Phoenix       | LNH             | 34  | 0                | 2                | 2                | 14               | -                | - | -                    | -                    | -                    |                      |                      |
| 2013-2014  | Coyotes de Phoenix       | LNH             | 59  | 2                | 8                | 10               | 24               | -                | - | -                    | -                    | -                    |                      |                      |
| 2014-2015  | Coyotes de l'Arizona     | LNH             | 53  | 2                | 6                | 8                | 12               | -                | - | -                    | -                    | -                    |                      |                      |
| 2014-2015  | Blues de Saint-Louis     | LNH             | 15  | 2                | 2                | 4                | 6                | 6                | 0 | 0                    | 0                    | 4                    |                      |                      |
| 2015-2016  | Coyotes de l'Arizona     | LNH             | 70  | 2                | 5                | 7                | 20               | -                | - | -                    | -                    | -                    |                      |                      |
| 2016-2017  | Roadrunners de Tucson    | LAH             | 43  | 6                | 8                | 14               | 32               | -                | - | -                    | -                    | -                    |                      |                      |
| 2016-2017  | Coyotes de l'Arizona     | LNH             | 3   | 0                | 0                | 0                | 0                | -                | - | -                    | -                    | -                    |                      |                      |
| 2017-2018  | HC Sparta Praha          | Extraliga tch.  | 30  | 5                | 13               | 18               | 16               | 3                | 0 | 0                    | 0                    | 2                    |                      |                      |
| 2018-2019  | HC Kometa Brno           | Extraliga tch.  | 13  | 0                | 0                | 0                | 2                | 10               | 0 | 1                    | 1                    | 0                    |                      |                      |
| Totaux LNH | Totaux LNH               | Totaux LNH      | 784 | 42               | 136              | 178              | 322              | 26               | 0 | 4                    | 4                    | 6                    |                      |                      |

### En équipe nationale
| Année | Compétition          |   | PJ | B | A | Pts | Pun                |  | Résultat |
| 2006  | Championnat du monde | 9 | 3  | 0 | 3 | 6   | Médaille d'argent  |  |          |
| 2007  | Championnat du monde | 7 | 0  | 1 | 1 | 4   | 7e place           |  |          |
| 2008  | Championnat du monde | 7 | 0  | 0 | 0 | 6   | 5e place           |  |          |
| 2010  | Jeux olympiques      | 5 | 0  | 0 | 0 | 2   | 7e place           |  |          |
| 2011  | Championnat du monde | 8 | 0  | 1 | 1 | 6   | Médaille de bronze |  |          |
| 2013  | Championnat du monde | 8 | 3  | 1 | 4 | 2   | 7e place           |  |          |
| 2014  | Jeux olympiques      | 5 | 0  | 1 | 1 | 2   | 6e place           |  |          |

## Trophées et honneurs personnels
- 2002-2003 : champion de la Coupe Calder avec les Aeros de Houston.